# Zoran Rant
Zoran Rant [zóran ránt], slovenski strojnik in profesor, * 14. september 1904, Ljubljana, † 12. februar 1972, München. 
Zoran Rant je bil strokovnjak za strojeslovje in procesno tehniko, znanstvenik in univerzitetni profesor, dopisni član SAZU. V svetovno tehnično izrazoslovje je vpeljal izraza »eksergija in anergija«.

## Življenje

### Predstavitev
Rodil se 14. septembra 1904 v Ljubljani. Oče dr. Alojzij Rant, doma v Šturjah pri Ajdovščini, je bil promoviran pravnik, zelo razgledan strokovnjak, služboval je na visokih mestih v Avstro-ogrski in pozneje v Jugoslovanski vojni mornarici (JVM). Svojo aktivno pot je zaključil kot finančni direktor mesta Ljubljane. Mati Tilka, rojena Verbič, je bila doma iz premožne družine iz Borovnice pri Ljubljani. Zakoncema so se rodili štirje otroci: prvorojeni sin je umrl na porodu, Zoran je bil drugi otrok, pozneje je dobil še mlajšega brata in sestro. Šolal se je v različnih krajih Avstro-Ogrske, maturiral leta 1922 na Klasični gimnaziji v Ljubljani in diplomiral leta 1926 na Tehniški visoki šoli na Dunaju. Vojaško obveznost je odslužil v JVM, se v začetku leta 1928 za kratek čas zaposlil v Železarni Ravne na Koroškem in še istega leta prešel v Tovarno sode Lukavac. Po koncu 2. svetovne vojne je iz industrije prešel na ljubljansko univerzo in postal visokošolski učitelj.
Zoran Rant si je kot eden redkih Slovencev zagotovil vidno mesto v svetovni zakladnici tehničnega znanja z vpeljavo izrazov eksergija in anergija. Vsaka energija je sestavljena iz dveh delov: iz dela, ki je pretvorljiv v druge oblike energije in iz dela, ki je sicer potreben, vendar ni pretvorljiv. Po teh dveh izrazih ga pozna strokovna srenja doma in v tujini.
Drugi njegovi dosežki so manj znani, so pa skoraj enako pomembni kot njegove razprave o eksergiji in anergiji. Rant se je osredotočal predvsem na energijske probleme v procesni tehniki. Čim bolj smotrno spreminjanje energije iz ene oblike v drugo je bila misel, ki ga je spremljala skoraj pri vseh teoretičnih in praktičnih raziskavah. Po drugi svetovni vojni je bil eden od peščice strokovnjakov na svetu, ki so dodobra obvladovali postopek proizvodnje sode, zato so ga kot znanega strokovnjaka klicali za tehnično pomoč v mnoge države: Kolumbija, Argentina, Egipt, Indija, Brazilija in skoraj vse države nekdanje Vzhodne Evrope. Za tedanjo Kraljevino Jugoslavijo in Slovenijo pa je še posebej pomemben za področja, kjer v povojnem času ni bilo ustreznih strokovnjakov: rudniški kompresorji, proizvodnja apna in cementa, gradnja termoelektrarn in zasnova velikih hladilnih stolpov na naravni vlek. Življenjsko delo profesorja Ranta je mogoče razdeliti na tri velika obdobja:
- 1928–1946 – strokovnjak in vodstveni delavec v Tovarni sode Lukavac, ki je bila tedaj del belgijskega koncerna Solvay,
- 1946–1962 – visokošolski učitelj za teoretično strojeslovje, Univerza v Ljubljani,
- 1962–1972 – visokošolski učitelj za procesno tehniko, Technische Universität Braunschweig.

Rantov prispevek k razvoju termodinamike in procesne tehnike je v Nemčiji in po svetu predstavil prof. dr. Wolfgang Augustin, osebnost prof. Ranta in njegovo delo na TU Braunschweig pa njegov prvi asistent, dr. Jürgen Krey. Obe predstavitvi, ilustrirani z več deset fotografijami, načrti in skicami, sta bili objavljeni leta 2001 v knjigi »Geschichte der Verfahrenstechnik an der Technischen Universität Braunschweig« (Zgodovina procesne tehnike na Tehnični univerzi Braunschweig) v sklopu knjižne zbirke »Zur Geschichte der Wissenschaften« (K zgodovini znanosti). Prof. Rant je predstavljen kot odličen strokovnjak in praktik, zelo prodoren direktor Inštituta za procesno tehniko, spoštovan visokošolski učitelj, mednarodno priznan znanstvenik in zelo priljubljen sodelavec. V domačem okolju je bil predstavljen ob 90-letnici rojstva (1994) v posebni izdaji revije Strojniški vestnik, Rantov zbornik (Zoran Rant – An Anthology), ki je izšla v slovenščini in angleščini, ter ob 100-letnici rojstva (2004) v reviji Strojniški vestnik, kjer je objavljenega tudi več slikovnega materiala. Fakulteta za strojništvo Univerze v Ljubljani mu je leta 1994 v avli postavila spominsko obeležje.

### Tovarna sode Lukavac (1928–1946)
Zoran Rant je kot mlad inženir vstopil v službo koncerna Solvay, v Tovarno sode Lukavac. Sredi Bosne je leta 1928 začel trdo delati in se strokovno izobraževati, v tovarni je spoznal svojo bodočo ženo Maro Lakić in na koncu svoje kariere v tem koncernu postal tehnični direktor podjetja. Do svoje smrti je ostal tesno povezan s proizvodnjo sode v Lukavcu, čeprav je bila tovarna po drugi svetovni vojni podržavljena. Prof. Rant je znal izkoristiti priložnost, ki mu jih je nudil tedaj odlično organiziran koncern Solvay, uspel se je temeljito izobraziti, tako praktično, kot tudi teoretično. Pri svojem teoretičnem delu v tovarni se mu je utrnila misel o delazmožnosti toplote in notranje energije, pri svojem praktičnem delu je našel temo za svojo poznejšo doktorsko disertacijo z naslovom »Energetska ocenitev postopka fabrikacije sode«, ki temelji prav na osnovi delazmožnosti toplote, pozneje od njega imenovani eksergiji toplote. Po koncu druge svetovne vojne so se nanj in na njegovo mlado družino s tremi otroki zgrnili temni oblaki. Nova oblast je obtožila koncern Solvay, soobtožen na sodišču v Tuzli je bil tudi Zoran Rant. V zaporu se je znašel skupaj z znanim termodinamikom, z dve leti starejšim prof. dr. Franjom Bošnjakovićem. V zaporu sta se zbližala, njuno prijateljstvo je postalo trajno. Za oba prominentna obtoženca je posredovalo več uglednih osebnosti, novo življenjsko pa mu je zagotovil akad. dr. h. c. Feliks Lobe, »oče« Fakultete za strojništvo Univerze v Ljubljani.

### Univerza v Ljubljani (1946–1962)
Na povabilo prof. Lobeta je postal Zoran Rant 1. aprila 1946 redni profesor za teoretično strojeslovje na tedanjem Oddelku za strojništvo Tehnične visoke šole v Ljubljani in mu ostal zvest do jeseni 1962. To so bila leta, v katerih je Rant kot pedagog in znanstvenik dozoreval. Kmalu po nastavitvi za visokošolskega učitelja je končal svoje doktorsko delo in ga spomladi 1950 uspešno zagovarjal. Kljub nedorečenim in krivičnim obtožbam s strani države je še naprej pomagal graditi »svojo« Tovarno sode v Lukavcu, aktivno pa je bil soudeležen tudi pri gradnji in posodobitvah več drugih tovarn v Sloveniji, posebno tistih, ki so bile energetsko zahtevne.
Daljnovidne so njegove besede, ki jih je napisal leta 1957: »Pogosto slišimo, da živimo v dobi tehnike. In vendar bi bilo morebiti pravilneje, če bi imenovali novo razdobje, v katero človeštvo pravzaprav šele stopa, dobo energije, kakor sem to nekje bral. Energija je tisto gibalo, ki daje današnji tehniki časten pečat: po eni strani olajšuje človeku življenje in mu pomaga, hkrati pa mu omogoča graditev vedno novih tehničnih veledel. Razpolaganje z energijo in njena uporaba sta neposredno merilo za bogastvo in revščino narodov. Energija postaja tako najdragocenejše in najžlahtnejše blago - ves svet je lačen energije. Seveda je v manj razvitih ali zaostalih državah potreba po energiji razmeroma večja kakor v bolj in najbolj razvitih. Reševanje energijskega vprašanja je predvsem težavno zaradi omejenosti virov energije ali pa znatnih sredstev, ki jih terja aktiviranje virov. Tudi mi se stalno bijemo z energijskimi težavami in si belimo glave z vprašanjem, od kod in kako preskrbeti vedno večje količine električne energije, ki jo potrebujejo gospodarstvo in naši domovi«.
Vredne razmisleka so tudi njegove misli o poslanstvu visokošolskega učitelja, ki jih je napisal leta 1959. »Pri profesorjih je temeljito poznavanje stroke samo del tako imenovane kvalifikacije. Profesor mora imeti celo vrsto moralnih lastnosti, ki mu šele poleg znanja dajo avtoriteto pri slušateljih. On naj bo prvi in največji prijatelj študenta, kar pa seveda ni povezano s slabotnim popuščanjem pri študiju in celo pri izpitih. To prijateljstvo mora študent občutiti, za nas profesorje pa ni večjega zadovoljstva od zaupanja študentov v nas. Za zrelega moža ni nič lepšega od stalnega stika z mladino in zavest, da mladim ljudem dajemo nekaj, kar jim bo koristilo vse življenje. To je velik privilegij, ki ga je le malokdo deležen«. In naprej: »Profesor naj bi bil tudi dober pedagog. To je zelo kočljivo vprašanje, ker je znano, da pedagoške sposobnosti niso vedno povezane s solidnim znanjem in narobe. Seveda, za akademskega učitelja ima znanstvena in strokovna kvalifikacija prednost pred pedagoško. In tudi izkušnje kažejo, da se da na dobri podlagi znanja sčasoma pridobiti vsaj zadovoljiva pedagoška zmožnost, ne pa nasprotno«. Svoje misli končuje takole: »Profesor pa naj da študentom več kakor le golo in v tem primeru mrtvo znanje. To znanje mora biti pretkano z njegovo osebnostjo, mora nekako nositi njegov pečat. Profesor naj svojo snov predava z navdušenjem, njegova osebnost in njegov značaj morata izžarevati na študente. Profesorji in študenti, seveda po selekciji, sestavljajo nerazdružljivo celoto in ne dva ločena tabora. O problemih sodelovanja se sploh ne bi smelo govoriti - pri pravilnem gledanju obeh teh problemov sploh ni«.
Kot visokošolski učitelj je znal pritegniti slušatelje, na svojih predavanjih je izžareval pravi inženirski zanos. Težje predstavljivo snov je znal nazorno podkrepiti s primeri iz svoje industrijske prakse in študentom posredovati vtis, da se učijo nekaj, kar bodo lahko v življenju dobro uporabili. Njegova predavanja so bila skrbno pripravljena, njegovi izpiti so bili vedno pisni in ustni, v ocenjevanju je bil strog, vendar si je za vsakega študenta vzel dovolj časa.
V teh šestnajstih letih delovanja prof. Ranta na Univerzi v Ljubljani je iz Oddelka za strojništvo zrasla samostojna Fakulteta za strojništvo, prof. dr. Rant pa postal njen prvi dekan. Leta 1959 je izdal knjigo Verdampfen in Theorie und Praxis (Uparjanje v teoriji in praksi), ki je bila prevedena v več jezikov in doživela več izdaj. Za knjigo je dobil leta 1960 državno Kidričevo nagrado. V to dobo je mogoče šteti tudi knjigo Termodinamika, ki je izšla v slovenščini leta 1963 in leta 2001 doživela nespremenjeno, vendar času prilagojeno izdajo. Knjiga je še danes najpomembnejše slovensko delo s področja termodinamike.

### Tehniška univerza v Braunschweigu (1962–1972)
Rant je oktobra 1962 zapustil Fakulteto za strojništvo Univerze v Ljubljani in sprejel povabilo Tehniške univerze v Braunschweigu, da zasede novo ustanovljeno stolico za procesno tehniko. Postal je ordinarius na TU Braunschweig in bil sočasno imenovan za bodočega direktorja istoimenskega inštituta. Tehnična univerza Braunschweig ima večstoletno tradicijo. Leta 1745 je bil v Braunschweigu ustanovljen Collegium Carolinum, visoka šola med gimnazijo in univerzo, ki je že tedaj v širši okolici uživala velik ugled. Šola se je z desetletji razširila v Politehniko, leta 1878 v Tehnično visoko šolo in za časa delovanja Ranta dobila svoje današnje ime: Tehnična univerza Braunschweig.
Stolica za procesno tehniko je bila ustanovljena leta 1961 in je nastala z delitvijo Stolice za toplotno in procesno tehniko, ki jo je vodil prof. Bošnjakovič. To področje se je po odhodu prof. Bošnjakovića na novo dolžnost razdelilo na tri stolice: za termodinamiko, za toplotno in zgorevalno tehniko ter za procesno tehniko. Zadnjo je prevzel prof. Rant in začel v šolskem letu 1962/63 s štiriurnim tedenskim predavanjem »Procesna tehnika«. Predavanja, ki jih je poslušalo približno 70 študentov, so se nadaljevala v letnem semestru. V zimskem semestru je imel Rant tudi predavanja učnega predmeta pod skupnim naslovom »Eksergija«. V naslednjih letih je prof. Rant predaval tudi nekatere druge sorodne predmete. Kljub prostorski stiski je bil prvi asistent imenovan takoj oktobra 1962, drugi v začetku leta 1963 in tretji oktobra 1963.
Sočasno z ustanovitvijo nove stolice se je Rant zelo trudil, da bi se čim prej začelo s postavitvijo novega inštituta za procesno tehniko. Dejansko se mu je projekt posrečil in gradnja inštituta s koristno površino 2000 m2 se je pričela novembra 1964, septembra 1966 je bilo štirietažno poslopje vseljivo. Kot direktor inštituta je prof. Rant poskrbel tudi za vse pomožne obrate: za zagotovitev tehnološke pare, demineralizirane vode, hladilne vode in kompresorskega zraka. K inštitutu je spadala tudi velika odprta površina za preizkuse, ki jih ni bilo mogoče izpeljati v samem poslopju.
Prof. Rant je v tej dobi dosegel svoj vrh kot strokovnjak, pedagog in znanstvenik. Objavil je vrsto pomembnih člankov, leta 1968 napisal knjigo »Die Erzeugung von Soda nach dem Solvay Verfahren« (Proizvodnja sode po postopku Solvay), postavil na noge novo Stolico za procesno tehniko in zgradil velik, nov inštitut. Poleg članstva v kopici uglednih strokovnih združenj je leta 1964 postal dopisni član Slovenske akademije znanosti in umetnosti, kamor ga je predlagal akad. dr. h. c. Feliks Lobe. Leta 1970 je prejel odličje »Johann-Joseph-Ritter-von-Prechtl-Medaille«, ki ga dunajska univerza podeljuje svojim najuglednešim diplomantom in leta 1971, manj kot leto dni pred smrtjo, še odličje »Arnold-Eucken-Medaille«, ki ga podeljuje nemško Združenje za procesno tehniko le vsaki dve leti.
Zoran Rant je točno za svoj 67. rojstni dan 14. septembra 1971 pisno zaprosil za upokojitev. Upokojitve ni dočakal, za srčno kapjo je umrl v Münchnu 12. februarja 1972. Prvotno je bil pokopan v družinskem grobu v Ljubljani na Viču, pozneje pa je bil na željo svoje žene, ki jo je vse življenje globoko spoštoval, prekopan. Počiva na pokopališču v Piranu, skupaj z najstarejšo hčerjo Metko in ženo Maro.

### Nekaj utrinkov
Rant je bil človek z izdelanimi načeli in pozitivno življenjsko filozofijo: odgovornost in dolžnost sta bili njegovi značilni karakterni potezi, samozavest in skromnost potezi njegovega značaja. Bil je deloholik, njegova družina mu je bila svetinja, njegova pozornost ni veljala samo ženi in trem hčeram, znal si je vzeti čas tudi za druge sorodnike in prijatelje.
Rant je bil družaben, ni ga bilo težko pridobiti za druženje in kjer se je vedno izkazal kot odličen in šaljiv sogovornik. Pri večjih srečanjih, ki so bili v Braunschweigu skoraj vedno skupaj s sorodnimi inštituti, je njegov nagovor, poln domislic in humorja, postal skoraj pravilo, imenovali so ga »Rant-Rede« (Rantov govor). Z nagovorom si je dovolil malo nečimrnosti in se z njim postavil v središče pozornosti. 
Med sodelavci in študenti, doma in v Nemčiji je o njem krožilo veliko anekdot. Na primer. Študent je na izpitu na zelo zapleten način pojasnjeval destilacijo alkohola. Ko je svojo razlago končal, je prof. Rant nejevoljno pripomnil: »Tale šnops bi pa vsak kmet bolje skuhal, kakor vi!«
V času po drugi svetovni vojni na tehničnem področju v Sloveniji ni bilo veliko visokošolskih učiteljev, ki so imeli znanstveni doktorat. Prof. Rant je zato na vprašanje, zakaj je doktoriral, rad pojasnil, da je doktoriral predvsem zato, da se mu ne bi bilo treba podpisovati ing. Rant, kajti lahko bi se našel kakšen nadobudnež, ki bi iskal profesorja Ignoranta.
Rant je imel do avtomobilov in avtomobilske vožnje svojevrsten odnos. O tej temi pišejo njegovi domači, o tem so veliko vedeli povedati tudi njegovi sodelavci. Večkrat je imel z avtom manjše praske, ki pa so se vse končale brez hujših posledic. Ker je bila vedno prizadeta le leva stran vozila, je imel prof. Rant pri roki enostavno razlago. Pojasnjeval je, da ima njegov avto konstrukcijsko napako: na levi strani je vsekakor za nekaj centimetrov preširok. Sicer pa je svojim zaskrbljenim sodelavcem takoj po prihodu na cilj s telegramom sporočil, da je srečno prispel. Bil je temperamenten in je tudi med vožnjo z avtomobilom le težko brzdal svoj značaj. Pogosto je med vožnjo ne glede na promet okoli sebe rad razlagal svoje zamisli, kar je nemalokrat povzročilo med sopotniki dvig adrenalina.
Kot direktor inštituta je imel tudi za današnje razmere zelo sodoben način vodenja. Do svojih sodelavcev je imel veliko zaupanje, ni jim prepuščal samo dela, pripuščal jim je tudi odločanje in s tem odgovornost. Računal pa je, da znajo sodelavci sami presoditi, kje so meje njihovih kompetenc. V prvih letih svojega dela v Braunschweigu je rad nastavljal sodelavce, ki so se izkazali z industrijsko prakso. Skrbel je, da so bili vsi enakomerno obremenjeni s pedagoškimi in drugimi administrativnimi nalogami, ne glede iz kakšnega finančnega vira so bili plačani. Večino inštitutskih zadev je prepuščal svojim asistentom, sam pa je prevzel zastopanje inštituta navzven proti ministrstvom, univerzitetni upravi, itd.
Skrbno je spremljal znanstvene raziskave svojih sodelavcev. Za vse probleme si je znal vzeti čas, tudi osebne težave njegovih podrejenih niso bile izvzete. Bil je človek z nenavadnimi lastnostmi, skoraj vedno pa se mu je s svojo pozitivno življenjsko filozofijo posrečilo pridobiti okolico za svoje ideje. Bil je vztrajen in prodoren v svojih hotenjih, ni se pustil odgnati, če je bilo potrebno, se je poslužil tudi »športnega pregovarjanja«, kot je sam rad poudaril. Pri tem je znal spretno uporabiti vse mogoče: prepričevanje, šarm, trdovratnost in male zvijače. Imel je več taktik. Trdil je, da je potrebno pri sogovorniku najprej poiskati njegove šibke točke. Če ni mogoče takoj uspeti, se je treba umakniti dva koraka nazaj, nadaljnja dva vstran in nato zopet naprej. Ali: delati se neumnega in si medtem preskrbeti dejstva. Po potrebi se je treba tudi opravičiti, prositi za pomoč, tako da se napaka ne ponovi več.

### Znanstvene objave–članki
1. Rant, Z.: Wärmediagramme einiger wäßriger Salzlösungen, Forschung auf dem Gebiet des Ingenieurwesens (20) 1954/3, 77–80.
2. Rant, Z.: Vrednost in obračunavanje energije (The Value and Calculation of Energy). Strojniški vestnik (1) 1955/1, 4–7.
3. Rant, Z., Oprešnik, M.: Toplinski dijagrami za vodene raztopine natrijeva karbonata i kalijeva klorida (Heat/Thermal Diagrams for Water Solutions of Sodium Carbonate and Potassium Chloride). Informacije Fabrike sode Lukavac (1) 1955/3, 11–14.
4. Rant, Z.: Exergie, ein neues Wort fur »technische Arbeitsfähigkeit«. Forschung auf dem Gebiet des Ingenieurwesens (22) 1956/1, 36–37.
5. Rant, Z.: Gostota težke vode (D2O) (Density of Heavy Water (D2O). Strojniški vestnik (2) 1956/3, 83.
6. Rant, Z.: Vrednotenje energije v tehniški praksi (Evaluation of Energy in Technical Practice). Strojniški vestnik (2) 1956/4, 111–115.
7. Rant, Z.: Energija – eksergija (Energy – Exergy). Strojniški vestnik (3) 1957/3, 3.
8. Rant, Z.: Bewertung und praktische Verrechnung von Energien. Allgemeine Wärmetechnik (8) 1957/2, 25–32.
Bistveni del članka je povzel E. Hadžipetrov: Praktičesko ostojnostjavanje na energiinite formi, Tehnika (11) 1962/2, 56–58.
9. Rant, Z.: Termoelektrarna Šoštanj (Šostanj Thermal Power Plant). Strojniški vestnik (3) 1957/4-5, 79–82.
10. Rant, Z.: Hladilni stolp Termoelektrarne Šostanj (The Cooling Tower of the Šoštanj Thermal Power Plant). Strojniški vestnik (3) 1957/4-5, 95–97.
11. Rant, Z.: Graphische Bestimmung des Exergieverlustes beim Wärmeübergang. Allgemeine Wärmetechnik (8) 1957/7, 141–142.
12. Rant, Z.: Exergie, Reaktionsenthalpie und freie Enthalpie. Vestnik Slovenskega kemijskega društva (4) 1957/1-2, 49–56.
13. Rant, Z.: O prvem in drugem glavnem zakonu termodinamike (On the First and the Second Law of Thermodynamics). Strojniški vestnik (4) 1958/3-4, 57–59.
14. Rant, Z.: Toplinski diagrami za kaustičnu lužinu (Heat/Thermal diagrams for Caustic Lye). Informacije Fabrike sode Lukavac (5) 1959/1, 3–6.
15. Rant, Z.: Geometrija karbonacijskih kolona (Geometry of Carbonation Columns). Informacije Fabrike sode Lukavac (5) 1959/1, 7–9.
16. Rant, Z.: Eksergija goriv (The Exergy of Fuels). Strojniški vestnik (5) 1959/6, 161–163.
17. Rant, Z.: Entropiediagramme für wäßrige Salzlösungen. Forschung auf dem Gebiet des Inge- nieurwesens (26) 1960/1, 1–7.
18. Rant, Z.: Exergiediagramme für Verbrennungsgase. Brennstoff-Warme-Kraft 12 1960/1, 1–8 in dva delovna diagrama.
Izčrpno poročilo z naslovom Available Enthalpy or »Exergy« Diagrams for Combustion Gases. The Engineers Digest (21) 1960/3, 107–110.
19. Rant, Z.: Kaj je pravzaprav termodinamično stanje? (What in Fact is a Thermodynamic State?) V slovenščini in francoščini (In Slovene and French)). Strojniški vestnik (6) 1960/2, 41–43.
20. Rant, Z.: Exergiediagramme für Wasser und Wasserdampf, Brennstoff-Wärme-Kraft (12) 1960/7, 297–301 in dva delovna diograma.
21. Rant, Z.: Autostabilizacija (Autostabilisation). Automacija (1) 1960/1, 3–8.
22. Rant, Z.: Nepovrativosti kod koncentracije kaustične sode, (Irreversibility in the Concentration of Caustic Soda). Informacije Fabrike sode Lukavac (6) 1960/ 3–6.
23. Rant, Z.: Zur Bestimmung der spezifischen Exergie von Brennstoffen, Allgemeine Wärmetechnik (10) 1961/9, 172–176.
24. Rant, Z.: Der Einfluß der Luftvorwärmung auf die Nichtumkehrbarkeiten der Verbrennung. Brennstoff-Wärme-Kraft (13) 1961/11, 496–499 in dva delovna diagrama.
25. Rant, Z.: Die Exergie von Stoffen bei Umgebungsdruck. Allgemeine Wärmetechnik (11) 1962/1, 1–2.
26. Rant, Z.: Termodinamika kurilnih procesov (Thermodynamics of Burning Processes). Strojniški vestnik (8) 1962/1-2, 1–5.
27. Rant, Z.: Kvadratni dijagram sistema (NaCl, NH4HCO3, NH4Cl, NaHCO3) (Quadratic Diagram of the System (NaCl, NH4HCO3, NH4Cl, NaHCO3)). Informacije Fabrike sode Lukavac (8) 1962/1, 3–10.
28. Rant, Z.: Produkcija i obaranje natrijevog hidrokarbonata u kvadratnom dijagramu (The Production and Sodium Hydrocarbonate Precipitation in a Quadratic Diagram). Informacije Fabrike sode Lukavac (8) 1962/1, 11–14.
29. Rant, Z.: Pravi proces obaranja hidrokarbonata (A Real Process of Hydrocarbonate Precipitation). Informacije Fabrike sode Lukavac (8), 1962/1, 15–21.
30. Rant, Z. Bizjak, A., Šarec, J.: Termodinamični diagrami za sistema H2O-(NH4)2SO4 and H2O-(NH4)Cl (Thermodynamic Diagrams for the Systems H2O-(NH4)2SO4 and H2O-(NH4)Cl). Strojniški vestnik (8) 1962/4-5, 95–99.
31. Rant, Z.: Die Heiztechnik und der zweite Hauptsatz der Thermodynamik. Internationale Zeitschrift für Gaswärme (12) 1963/8, 297–304.
32. Rant, Z.: Importance et applications techniques des notions d’exergie et d’anergie, Institut français des combustibles et de l’énergie. Journées de la combustion et de la conversion de l’énergie. Comptes rendus (I-1) 1–8, Paris 19.– 23.05.1964.
Objava prevedena: Importanza tecnica et applicazione della nozione di esergia. La rivista dei combustibili (18) 1964/9, 345–355.
33. Rant Z.: Thermodynamische Bewertung der Verluste bei technischen Energieumwandlungen, Weltkraftkonferenz (Teiltagung in Lausanne, Schweiz, 13.– 17. 09. 1964), poročilo št. 111 IA.
Ponatis v reviji Brennstoff- Wärme-Kraft (16) 1964/9, 453–457.
Celoten članek prevedel J. Ayrest: Valoracion termodinamica de las pérdidas en les :transformaciones técnicas de energía, Ciencia y técnica (133) 1965/675, 361–372.
34. Rant, Z.: Exergie und Anergie. Wissenschaftliche Zeitschrift der TU Dresden (3) 1964/4, 1145–1149.
35. Rant, Z.: Der Exergiebegriff als Bewerungsgrundlage in der Energietechnik VDI – Zeitschrift (106) 1964/28, 1393–1396.
36. Rant. Z.: Bilanzen und Beurteilungsquotienten bei technischen Prozessen. Internationale Zeitschrift für Gaswärme (14) 1965/1, 28–37.
37. Rant, Z.: La aplicacion del segundo principio de la termodinámica a los procesos técnicos. 2² Conferencia internacional del combustible en la industria, Buenos Aires 1966.
38. Rant, Z.: Thermodynamische Bewertung chemischer Prozesse. Chemie-Ingenieur-Technik (4l) 1969/16, 891–898.
39. Rant, Z.: Termodynamické hodnocení chemicých procesů (Thermodynamic Evaluation of Chemical Process). Energetika (19) 1969/10, 417–421.
40. Rant, Z.: Die Anwendung graphischer Methoden in der thermischen Verfahrenstechnik. Verfahrenstechnik (4) 1970/5, 215–216.
41. Rant, Z.: Räumliche Enthalpie – Zusammensetzungsdiagramme für Dreistoffsysteme. Chemie-Ingenieur-Technik (42) 1970/6, 339–344.
42. Rant, Z., Möhle, W.: Die Genauigkeit der Dühringschen Geraden für wäßrige Salzlösungen, Chemie-Ingeieur-Technik (44) 1972/5, 261–265.

### Znanstvene objave–knjige
1. Rant, Z.: Teorija oscilacij, skripta (The Theory of Oscillations, Lecture Notes). Univezitetna založba, Ljubljana 1949.  (COBISS)
2. Rant, Z.: Energetska ocenitev postopka fabrikacije sode (Na2CO3). (Energy Evaluation of a Procedure of Soda Fabrication). Acta technica (3) (1951). Doktorska disertacija. Ljubljana. (COBISS)
3. Rant, Z.: Verdampfen in Theorie und Praxis. Verlag von Theodor Steinkopff, Dresden und Leipzig 1959. (COBISS)
Prevod v poljski jezik: Odparowyeanie w teorii i praktice. Wydawnictwe naukowo :techniczne, Warszawa 1965.
Prevod v srbohrvaški jezik: Isparivanje i uparivanje. Tehnička knjiga, Zagreb 1965.
4. Rant, Z.: Teorija mehanizmov, skice (The Theory of Mechanisms, Sketches). Univerzitetna založba, Ljubljana 1961. (COBISS)
5. Rant, Z.: Diagramm-Mappe zu Verdampfen in Theorie und Praxis. Verlag von Theodor Steinkopff, Dresden und Leipzig 1961. (COBISS)
6. Rant, Z.: Termodinamika: knjiga za uk in prakso (Thermodynamics). Univerzitetna založba Ljubljana 1963. (COBISS)
7. Rant, Z.: Die Erzeugung von Soda nach dem Solvay-Verfahren, Ferdinand Enke Verlag, Stuttgart 1968. (COBISS)
Druga, nespremenjena izdaja knjige je izšla leta 1984.
8. Rant, Z., Gašperšič, B.: Ein allgemeines Temperatur-Enthalpie Exergie – Diagramm für Verbrennungsgase, VDI-Verlag, Düsseldorf 1972. (COBISS)
9. Rant, Z.: Verdampfen in Theorie und Praxis. 2. überarbeitete und erweiterte Auflage. Verlag von Theodor Steinkopff, Dresden und Verlag Sauerländer, Aarau und Frankfurt/Main 1977 (COBISS) (Po avtorjevi smrti izdajo pripravili J. Krey, H. Banski, U. Bergemann, K. Feldkamp, K. Meyer).

### Znanstvene objave–prispevki v knjigah
1. Rant, Z.: Amonijačna soda. Prispevek za jugoslovansko Tehnično enciklopedijo, Zagreb 1959, 161–163. (Ammoniac Soda, Contribution for the Yugoslav Technical Encyclopedia).
2. Rant, Z.: Regulacija industrijskih procesa (Regulation of Industrial Processes). Zbornik radova JUREMA, Zagreb 1963, 234–243.
3. Rant, Z.: Die Exergieverhältnisse bei der Verbrennung. Energie und Exergie. VDI-Verlag, Düsseldorf 1965, 33–38.
4. Rant, Z.: Regulacija kolona u proizvodnji sode (Regulation of Columns in Soda Production). Automatizacija – Zbornik radova JUREMA, Zagreb 1965, 67–71.
5. Rant, Z.: Eksergija – novyj termin dlja oboznačenija »tehničeskoj raboto-sposobnosti«. Voprosy termodinamičeskogo analiza, Moskva 1965, 11–l4. Neavtoriziran prevod članka: Exergie, ein neues Wort für »technische Arbeitsfähigkeit«. Forschung auf dem Gebiet des Ingenieurwesens (22) 1956/1, 30–37.
6. Rant, Z.: Eksergetičeskaja diagrama vody i vodjanogo para. Voprosy termodinamičeskogo analiza, Moskva 1965, 87–89. Neavtoriziran prevod članka Exergiediagramme für Wasser und Wasser-dampf. Brennstoff-Wärme-Kraft (12) 1960/7, 297–301.
7. Rant, Z.: Die Nichtumkehrbarkeiten von Prozessen und die klassische Thermodynamik, DECHEMA Monographien (65) 1970, 27–45.

### Različne objave
1. Rant, Z.: Polet do zvezd mogoč? (Is Flight to the Stars Possible?). Časopis Slovenec, 29. 01. 1926.
2. Rant, Z.: Moj prvi polet (My First Flight). Časopis Slovenec, 01. 04. 1926.
3. Rant, Z.: Umetna svila (Article Silk). Časopis Slovenec, 20. 05. 1926.
4. Rant, Z.: Letalski motori, tečaj za rezervne častnike inženirske stroke (Aircraft Engines, A Course for Reserve Engineering Officers). Mornariška letalska šola Kumbor 1927.
5. Rant, Z.: Strojni inženjer. Prispevek za knjigo Lovra Sušnika: Akademski poklici, Ljubljana, 1932, 282–284. (Mechanical Engineer. Contribution to the Book Academic Professions).
6. Rant, Z.: Konstrukcioni biro FSL, (FSL Engineering Design Department in Lukavac). Informacije Fabrike sode Lukavac (1) 1955/1, 24–26.
7. Rant, Z.: Strojniški vestnik, Ob prvi obletnici izhajanja (Mechanical Engineering Journal, On the First Year of Publication). Časopis Slovenski poročevalec 28. 01. 1956.
8. Rant, Z.: Utisci iz Poljske (Impressions of Poland). Informacije Fabrike sode Lukavac (3) 1957/3, 5–8.
9. Rant, Z.: Konstrukcioni biro FSL u Zagrebu (FSL Engineering Design Department in Zagreb). Informacije Fabrike sode Lukavac (4) 1958/1, 43–44.
10. Rant, Z.: Nekaj besed k študiju na Oddelku za strojništvo (A Few Words on Studies at the Department of Mechanical Engineering). Strojniški zbornik, Ljubljana 1959, 17–24.
11. Rant, Z.: Novi način študija strojništva (A New Method of Studying Mechanical Engineering). Strojniški zbornik, Ljubljana 1961, 8–10.
12. Rant, Z.: Ob osamosvojitvi Fakultete za strojnišvo v Ljubljani (On Independent Study at the Faculty of Mechanical Engineering in Ljubljana). Strojniški vestnik (7) 1961/1, l.
13. Rant, Z.: Fran Bošnjaković - 60 Jahre alt. Brennstoff-Wärme-Kraft (14) 1962/1, 139.
14. Rant, Z.: Pismo prof. Ranta (Letter from Professor Rant). Bilten Fabrike sode Lukavac 1964/66, 5.
15. Rant, Z.: Prof. ing. Boleslav Likar – 70-letnik (Prof. Ing. Boleslav Likar – 70th Anniversary). Strojniški vestnik (11) 1965/1, 26.
16. Rant, Z.: F. Bošnjaković - 65 Jahre alt. International Journal of Heat and Mass Transfer (10) 1967/1, 1-3.
17. Rant, Z.: Institut für Verfahrens- und Kerntechnik an der TH Braunschweig, ACHEMA Jahrbuch, Bd. 2 der DECHEMA, Frankfurt/Main 1965/67, 219–220.
18. Rant, Z.: Institut für Verfahrens- und Kerntechnik an der TH Braunschweig, ACHEMA Jahrbuch, Bd. 2 der DECHEMA. Frankfurt/Main 1968/70, 210–212.
19. Rant, Z.: Institut für Verfahrens- und Kerntechnik an der TH Braunschweig, ACHEMA Jahrbuch, Bd. 2 der DECHEMA, Frankfurt/Main 1971/73, 203–204.